# Toeran (gebied)
Toeran, Touran of Turan (Avestisch: Tūiriiānəm, Middelperzisch: Tūrān; Perzisch: توران, Turân, [tʰuːˈɾɒːn], "het Land van Tūr") was een historische regio in Centraal-Azië. De term is van Iraanse oorsprong, en de oorspronkelijke Toeraniërs waren een Iraanse stam uit de tijd van de Avesta.
In de oude Iraanse mythologie was Tūr of Turaj de zoon van keizer Fereydūn. Volgens het verslag in de Shahnameh werden de nomadische stammen die deze landen bewoonden geregeerd door Tūr. De Toeraniërs zouden dan afstammen van Tūr, diens andere zoon Īraj zou de voorvader zijn van de Airya ofwel Ariërs. Beide volkeren stamden dus af van Fereydūn, maar bezaten verschillende geografische domeinen en waren vaak in oorlog met elkaar. Tūrān omvatte vijf gebieden: het Kopet-Dag-gebied, de Atrek-vallei, en delen van Bactrië, Sogdië en Margiana.
In post-Avestaanse tradities werd gedacht dat de Tūr in het gebied ten noorden van de Oxus woonden, welke rivier hen scheidde van de Ārya.
Een latere associatie van de oorspronkelijke Toeraniërs met Turkse volkeren is voornamelijk gebaseerd op de latere turkificering van Centraal-Azië, inclusief de bovenstaande gebieden. Er was echter geen culturele relatie tussen de oude Turkse culturen en de Toeraniërs van de Shahnameh.

## Geschiedenis

### Avesta
De oudste bestaande vermelding van Tūrān is in de fravashi-hymnes, die in het jongavestisch zijn en door taalkundigen zijn gedateerd op ongeveer 2.500 jaar geleden. Volgens Gherardo Gnoli bevat de Avesta de namen van verschillende stammen die dicht bij elkaar leefden: de Airya's (Ariërs), Tuirya's (Toeraniërs), Sairima's (Sarmaten), Sainus (Saken) en Dahi's (Dahae). In de hymnen van de Avesta wordt het adjectief Tūrya verbonden met verschillende vijanden van het zoroastrisme zoals Fraŋrasyan (Shahnameh: Afrāsīāb). Het woord komt maar één keer voor in de Gatha's, maar 20 keer in de latere delen van de Avesta. De Tuirya's, zoals ze in de Avesta werden genoemd, spelen in de Avesta een belangrijkere rol dan de Sairimas, Sainus en Dahi's. Zoroaster zelf was afkomstig uit het Airya-volk, maar hij predikte zijn boodschap ook aan andere naburige stammen.

### Sassanidisch Rijk
Vanaf de 5e eeuw na Christus definieerde het Sassanidenrijk "Tūrān" in tegenstelling tot "Īrān", als het land waar haar vijanden in het noordoosten woonden.
De voortdurende nomadische invasies aan de noordoostelijke grenzen hield de herinnering aan de Toeraniërs levend. Na de 6e eeuw werden de Turken, die door andere stammen naar het westen waren verdreven, buren van Iran en werden ze geïdentificeerd met de Toeraniërs. Deze identificatie van de Toeraniërs met de Turken was een late ontwikkeling, mogelijk vanaf het begin van de 7e eeuw.

### Vroeg-islamitische periode
In de vroege islamitische tijd hadden de Perzen de neiging om alle landen ten noordoosten van Khorasan en voorbij de Oxus te identificeren met de regio Tūrān. Onder de bewoners van Tūrān bevonden zich in die tijd ook de Turken, en achter hen de Chinezen. Tūrān werd zo zowel een etnische als een geografische term, maar bevatte altijd dubbelzinnigheden en tegenstrijdigheden, voortkomend uit het feit dat gedurende de hele islamitische tijd de landen direct voorbij de Oxus en langs haar benedenloop niet door Turken maar door Iraanse volkeren bewoond werden, zoals de Sogdiërs en Chorasmiërs. De termen "Turk" en "Toeraniër" werden tijdens het islamitische tijdperk door elkaar gebruikt. De Shahnameh gebruikt de twee termen op equivalente wijze.

#### Shahnameh
In het Perzische epos Shahnameh verwijst de term Tūrān ("land van de Tūrya" zoals Ērān, Īrān = "land van de Ārya") naar de inwoners van Oost-Iran en het land voorbij de Oxus. Volgens de stichtingsmythe die in de Shahnameh wordt gegeven had koning Firēdūn drie zonen: Salm, Tūr en Īraj, onder wie hij de wereld verdeelde: Klein-Azië werd aan Salm gegeven, Tūrān aan Tūr en Īrān aan Īraj. De oudere broers doodden de jongere, maar hij werd gewroken door zijn kleinzoon en de Iraniërs werden de heersers van de wereld. De oorlog duurde echter generaties lang. In de Shahnameh komt het woord Tūrān bijna 150 keer voor, en Īrān bijna 750 keer.

### Moderne literatuur

#### Geografie

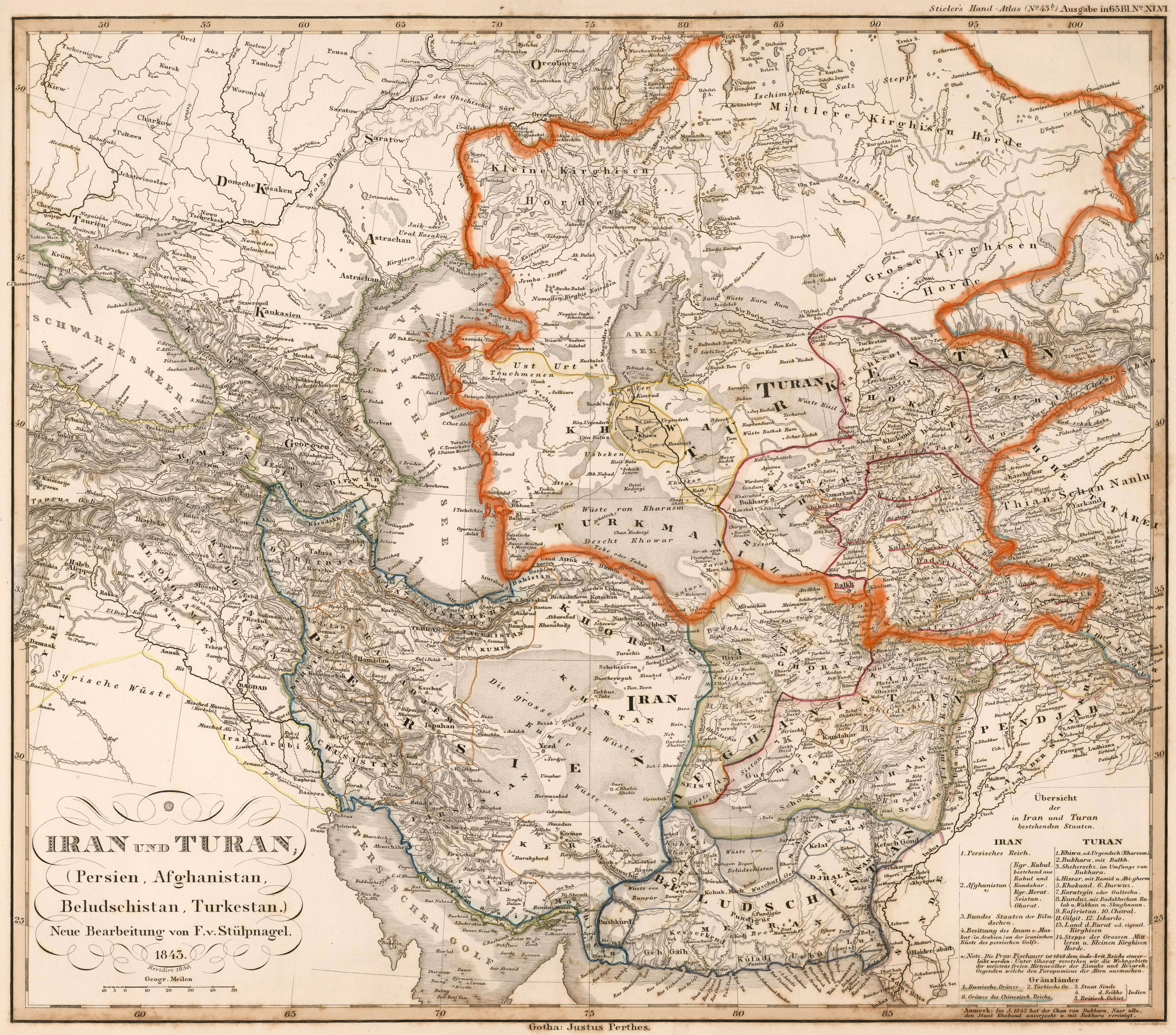
19e-eeuwse kaart met het gebied "Turan" in rood aangegeven

In de 19e en vroege 20e eeuw werd in de westerse literatuur het woord Turan gebruikt als algemene aanduiding voor Centraal-Azië. Turan verscheen naast Iran op tal van 19e-eeuwse kaarten om een regio aan te duiden die het moderne Oezbekistan, Kazachstan, Kirgizië, Tadzjikistan, Turkmenistan en de noordelijke delen van Afghanistan en Pakistan omvatte. Dit komt ongeveer overeen met wat tegenwoordig Centraal-Azië wordt genoemd.
De uitdrukking Toeranvlakte of Toeranlaagland werd een geografische term die verwijst naar een deel van Centraal-Azië.

#### Taalkunde
De term Toeraans of Toeranide, nu achterhaald, werd door 19e en vroeg-20e-eeuwse Europese etnologen, taalkundigen en romantici gebruikt om bevolkingsgroepen aan te duiden die geen Indo-Europese, Semitische of Hamitische talen spraken, met name de sprekers van Altaïsche, Dravidische, Oeraalse, Japanse en Koreaanse talen.
De taalkundige Max Müller (1823-1900) identificeerde verschillende subtakken binnen deze Toeraanse taalfamilie:
- de Midden-Altaïsche tak, bestaande uit Toengoezisch, Mongools en Turks
- de noordelijke tak, bestaande uit de Samojeedse, Oegrische en Finse talen
- de zuidelijke tak, bestaande uit Dravidische talen zoals Tamil, Kannada, Telugu en Malayalam
- de talen van de Kaukasus die Müller classificeerde als verspreide talen van de Toeraanse familie

Müller overwoog nog of de Chinese talen tot de noordelijke of de zuidelijke tak behoorden.
In het begin van de 21e eeuw worden de "Toeraanse talen" niet langer gezien als een geldige taalfamilie.

#### Ideologie
In het 19e-eeuwse Europa begon men met de woorden Toeran en Toeraans een bepaalde mentaliteit aan te duiden, namelijk de nomadische in tegenstelling tot de verstedelijkte landbouwbeschavingen. Gecombineerd met fysische antropologie en het idee van een Toeraans ras had het concept van de "Toeraanse mentaliteit" een duidelijk potentieel voor culturele polemiek. Zo zag de Poolse filosoof Feliks Koneczny het bestaan van een specifieke "Toeraanse beschaving", die zowel Turkse als sommige Slavische volkeren, zoals de Russen, omvatte. Het kenmerk van deze vermeende beschaving zou militarisme, anti-intellectualisme en absolute gehoorzaamheid aan de heerser zijn. Koneczny zag deze beschaving als inherent inferieur aan de Latijnse (West-Europese) beschaving.

#### Politiek
In de nadagen van het Ottomaanse Rijk namen sommige Turkse nationalisten het woord Toeraans over om een pan-Turkse ideologie uit te drukken, ook wel Toeranisme genoemd. Toeranisme vormt sinds 2013 een belangrijk aspect van de ideologie van de Turkse Partij van de Nationalistische Beweging, waarvan de leden ook wel bekend staan als Grijze Wolven.
Soms werd met het woord Pan-Toeranisme een pan-Altaïsch nationalisme uitgedrukt, dat theoretisch naast Turken ook de Mantsjoe en Mongolen zou omvatten. Geen enkele politieke organisatie lijkt echter zo'n ambitieus platform te hebben aangenomen.

## Als naam
Turandot, of Toerandocht, is een vrouwelijke naam in Iran en betekent "Toeran's dochter" in het Perzisch. De naam is vooral bekend in het Westen door Puccini's opera Turandot.
Turan of Turaj is een veel voorkomende voornaam in het Midden-Oosten, ook als familienaam in sommige landen, waaronder Bahrein, Iran, Bosnië en Turkije. De Ajjoebiden-heerser Saladin had een oudere broer met de naam Turan-Shah. De Pahlavi-uitspraak van Turaj is Tuzh.